# Więcławice Dworskie
Więcławice Dworskie – wieś w Polsce położona w województwie małopolskim, w powiecie krakowskim, w gminie Michałowice.
W latach 1975–1998 miejscowość administracyjnie należała do województwa krakowskiego.
| SIMC    | Nazwa | Rodzaj    |
| ------- | ----- | --------- |
| 0326351 | Doły  | część wsi |

Miejscowość znajduje się na odnowionej trasie Małopolskiej Drogi św. Jakuba z Sandomierza do Tyńca, która to jest odzwierciedleniem dawnej średniowiecznej drogi do Santiago de Compostela.
W Więcławicach Dworskich znajduje się stadnina koni.